# Champigny-lès-Langres
Champigny-lès-Langres là một xã thuộc tỉnh Haute-Marne trong vùng Grand Est đông bắc nước Pháp. Xã này nằm ở khu vực có độ cao trung bình 372 mét trên mực nước biển.